# Тхакба
Тхакба (вьет. Hồ Thác Bà) — крупное водохранилище на севере Вьетнама, которое было образовано в результате строительства одноимённой гидроэлектростанции на реке Тяй (приток реки Ло). Строительство плотины осуществлялось с 1964 по 1971 годы. Расположено на территории уездов Лукйен и Йенбинь провинции Йенбай, примерно в 160 км к северо-западу от Ханоя.
Водохранилище протянулось примерно на 60 км с северо-запада на юго-восток. Площадь водной поверхности составляет 234 км². На водохранилище насчитывается 1331 остров. На берегах Тхакба раскинулись холмы, сложенные известняком и покрытые лесами; имеется множество пещер.
Создание водохранилища Тхакба изменило климат западной части провинции с жаркого и засушливого на более умеренный. Имеется множество хозяйств по разведению рыбы.